# Molteni (equipa ciclista)

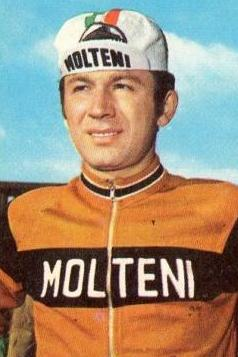
Pierfranco Vianelli com as cores da Molteni

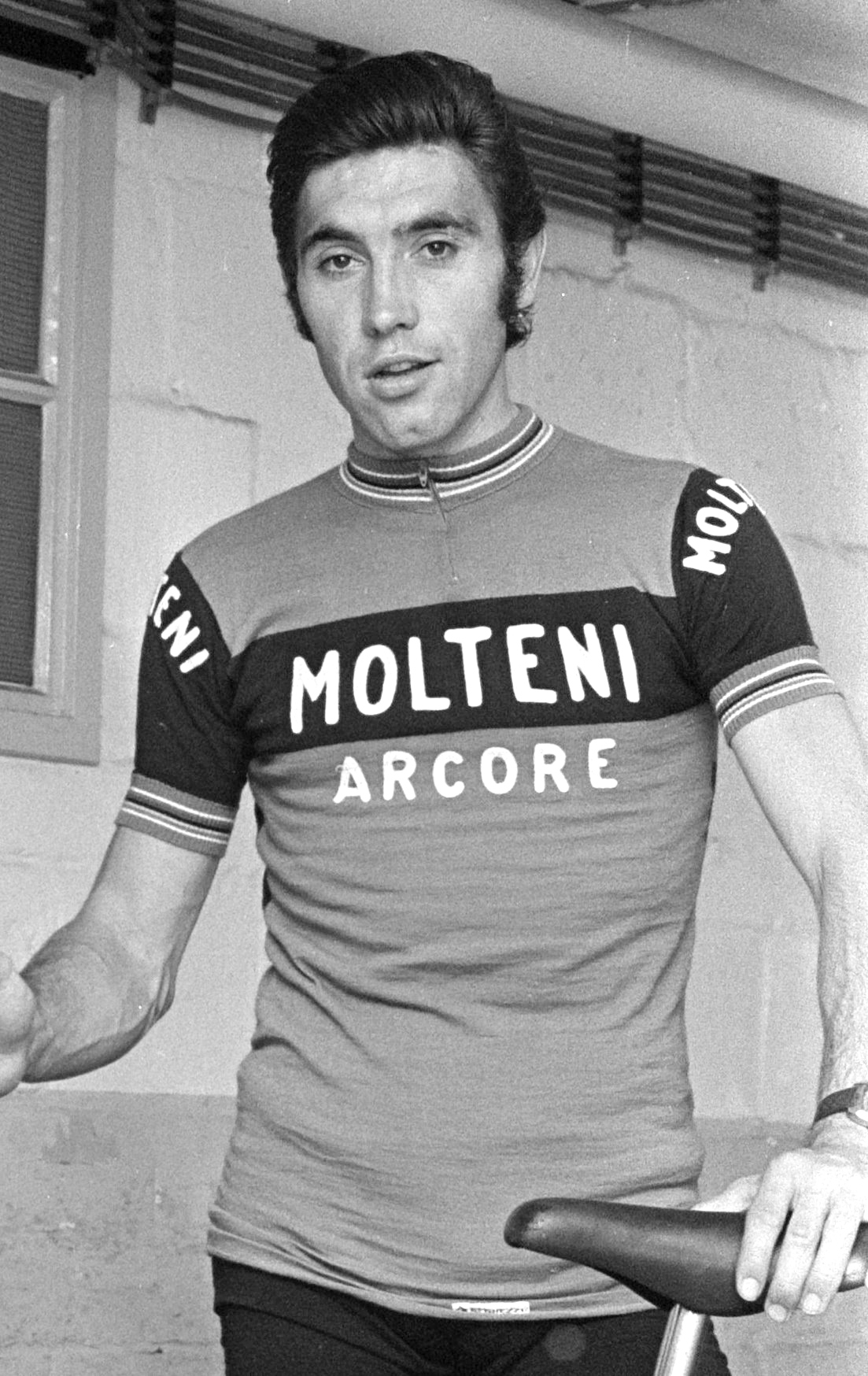
Eddy Merckx em 1973

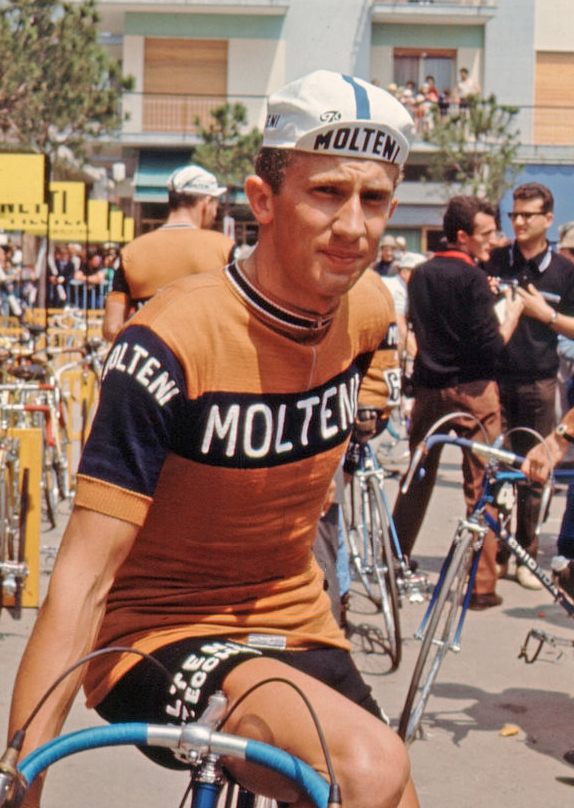
Gianni Motta

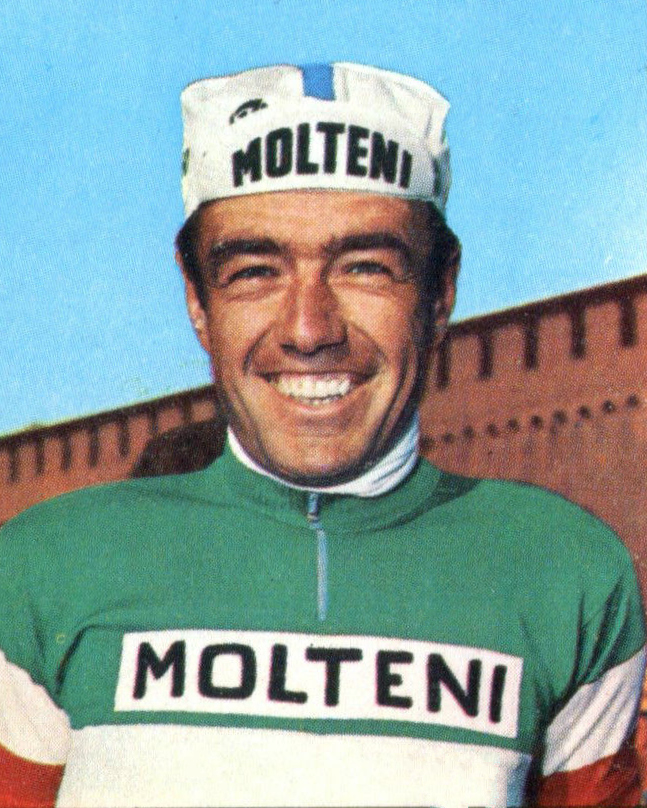
Franco Balmamion

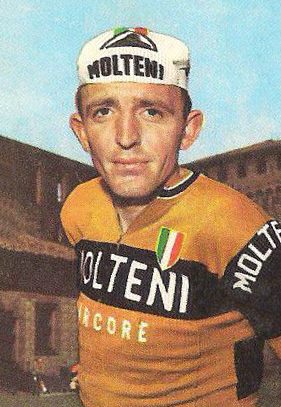
Martin Van Den Bossche

A equipa Molteni, foi um equipa ciclista italiano de ciclismo de estrada que competiu entre 1958 e 1976. Grande dominador durante a década de 1960 e 1970 com mais de 650 vitórias. Foi a equipa onde Gianni Motta e Eddy Merckx conseguiram os seus principais sucessos.

## Corredor melhor classificado nas Grandes Voltas
| Ano  | Giro d'Italia              | Tour de France             | Volta a Espanha |
| ---- | -------------------------- | -------------------------- | --------------- |
| 1958 | 13.º Hennes Junkermann     | -                          | -               |
| 1959 | 8.º Guido Carlesi          | -                          | -               |
| 1960 | 34.º Bruno Costalunga      | -                          | -               |
| 1961 | 22.º Gianantonio Ricco     | -                          | -               |
| 1962 | 16.º Guido De Rosso        | -                          | -               |
| 1963 | 4.º Guido De Rosso         | Abandono                   | -               |
| 1964 | 3.º Guido De Rosso         | -                          | -               |
| 1965 | 10.º Guido De Rosso        | 3.º Gianni Motta           | -               |
| 1966 | 1.º Gianni Motta           | 12.º Rudi Altig            | -               |
| 1967 | 2.º Franco Balmamion       | -                          | -               |
| 1968 | 7.º Franco Balmamion       | -                          | -               |
| 1969 | 6.º Michelle Dancelli      | 7.º Pierfranco Vianelli    | -               |
| 1970 | 3.º Martin Van Den Bossche | 4.º Martin Van Den Bossche | -               |
| 1971 | 2.º Herman Van Springel    | 1.º Eddy Merckx            | -               |
| 1972 | 1.º Eddy Merckx            | 1.º Eddy Merckx            | -               |
| 1973 | 1.º Eddy Merckx            | -                          | 1.º Eddy Merckx |
| 1974 | 1.º Eddy Merckx            | 1.º Eddy Merckx            | -               |
| 1975 | -                          | 2.º Eddy Merckx            | -               |
| 1976 | 8.º Eddy Merckx            | -                          | -               |

## Principais resultados
- Giro de Lombardia: Gianni Motta (1964),  Eddy Merckx (1971, 1972).
- Milão-Sanremo: Michele Dancelli (1970), Eddy Merckx (1971, 1972, 1975, 1976).
- Liège-Bastogne-Liège: Eddy Merckx (1971, 1972, 1973, 1975), Joseph Bruyère (1976).
- Paris-Roubaix: Eddy Merckx (1973).
- Volta à Flandres: Eddy Merckx (1975).

### Nas grandes voltas
- Giro d'Italia
  - 18 participações (1958, 1959, 1960, 1961, 1962, 1963, 1964, 1965, 1966, 1967, 1968, 1969, 1970,  1971,  1972,  1973,  1974, 1976)
  - 57 vitórias de etapa:
    - 1 em 1959: Rolf Graf
    - 2 em 1961: Pietro Chiodini, Adriano Zamboni
    - 1 em 1962: Armando Pellegrini
    - 3 em 1963: Guido Carlesi (2), Pierino Baffi
    - 2 em 1964: Michelle Dancelli, Gianni Motta
    - 3 em 1965: Michelle Dancelli (2), René Binggeli
    - 6 em 1966: Rudi Altig (2), Gianni Motta (2), Pietro Scandelli
    - 2 em 1967: Rudi Altig (2)
    - 4 em 1968: Gianni Motta, Guerrino Tosello, Marino Basso, Franco Bodrero
    - 7 em 1969: Marino Basso (4), Giancarlo Polidori, Davide Boifava, Michele Dancelli
    - 6 em 1970: Michelle Dancelli (4), Marino Basso (2)
    - 6 em 1971: Marino Basso (3), Guerrino Tosello, Romano Tumellero, Giacinto Santambrogio
    - 5 em 1972: Eddy Merckx (4), Roger Swerts
    - 7 em 1973: Eddy Merckx (6), Roger Swerts
    - 2 em 1974: Eddy Merckx (2)
    - 1 em 1976: Joseph Bruyère

  - 4 classificações finais:
    - Gianni Motta (1966)
    - Eddy Merckx (1972, 1973, 1974)

  - 8 classificações secundárias:
    - Classificação por pontos: Gianni Motta (1966), Marino Basso (1971), Eddy Merckx (1973)
    - Grande Prêmio da montanha: Martin Van Den Bossche (1970)
    - Classificação por equipas: 1966, 1971, 1973

- Tour de France
  - 8 participações (1965, 1966, 1969, 1970, 1971, 1972, 1974, 1975)[1]
  - 37 vitórias de etapa:
    - 2 em 1965: Adriano Durante, Giuseppe Fezzardi
    - 4 em 1966: Rudi Altig (3), Tommaso De Pra
    - 2 em 1969: Marino Basso, Michele Dancelli
    - 3 em 1970: Marino Basso (3)
    - 6 em 1971: Eddy Merckx (4), Marinus Wagtmans, Herman Van Springel
    - 8 em 1972: Eddy Merckx (6), Jos Huysmans, Joseph Bruyère
    - 9 em 1974: Eddy Merckx (8), Jozef Spruyt
    - 3 em 1975: Eddy Merckx (2), Karel Rottiers

  - 3 classificações finais:
    - Eddy Merckx (1971, 1972, 1973)

  - 9 classificações secundárias:
    - Prêmio da combatividad: Rudi Altig (1966), Eddy Merckx (1974, 1975)
    - Classificação dos esprints intermediários: Guido Neri (1966)
    - Classificação por pontos: Eddy Merckx (1971, 1972)
    - Classificação da combinada: Eddy Merckx (1971, 1972, 1974)

- Volta a Espanha
  - 1 participações (1973)
  - 8 vitórias de etapa:
    - 8 em 1973: Eddy Merckx (6), Jos Deschoenmaecker, Roger Swerts

  - 1 classificações finais:
    - Eddy Merckx (1973)

  - 1 classificações secundárias:
    - Classificação por pontos: Eddy Merckx (1973)
    - Classificação da combinada: Eddy Merckx (1973)